# Chionaema hamata
Chionaema hamata är en fjärilsart som beskrevs av Walker 1854. Chionaema hamata ingår i släktet Chionaema och familjen björnspinnare. Inga underarter finns listade i Catalogue of Life.